# 아와가촌 (효고현 아사고군)
아와가촌(粟鹿村)은 효고현 아사고군에 설치되었던 촌이다. 현재의 아사고시에 해당한다.

## 역사
- 1889년 4월 1일 - 정촌제 시행에 의해 5촌의 구역을 가지고 성립하였다.
- 1954년 3월 31일 - 야나세정, 요후도촌과 합병해 산토정이 성립하여, 동일 아와가촌은 폐지되었다.

## 교통

### 도로
현재 구촌 지역에는 기타킨키 도요오카 자동차도로의 산토 나들목이 위치해 있지만, 당시에는 미개통 상태였다. 

## 참고문헌
- 가도카와 일본지명대사전 28 효고현